# Doubles (repas)

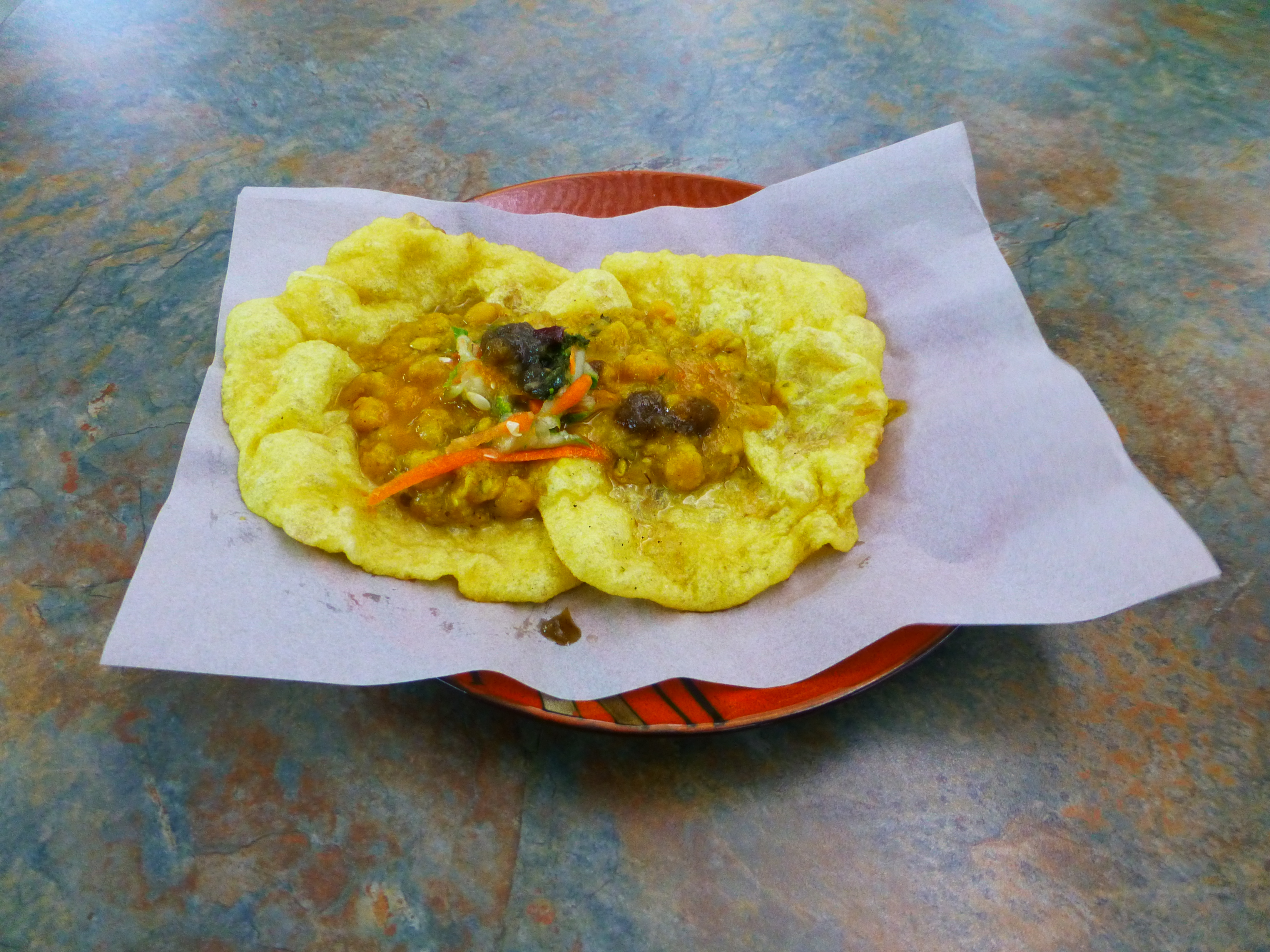
Un plat de doubles.

Les doubles sont un aliment de rue commun originaire de Trinité-et-Tobago, d'origine indienne. Ils sont normalement consommés au déjeuner, mais peuvent également être occasionnellement consommés lors du dîner, comme collation de fin de soirée ou encore pour soulager la gueule de bois. Les doubles sont composés de deux baras (pâte frite plate) remplies de curry channa (cari de pois chiches) et de divers chutneys,,.

## Origine
Les doubles en tant que repas ont été créés à Princes Town, par Emamool Deen (alias Mamoodeen) et sa femme Raheman Rasulan Deen en 1936,.

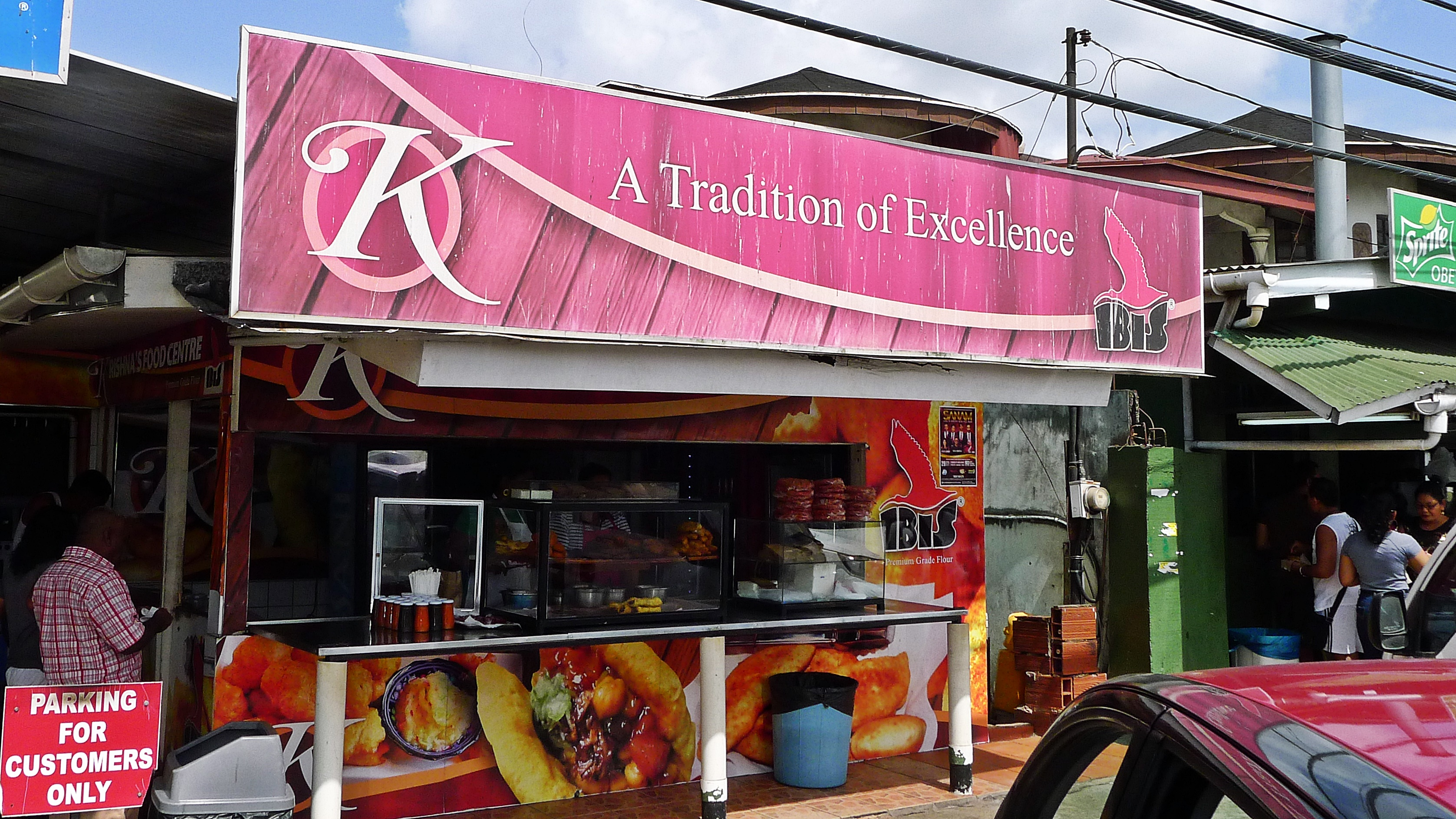
Restaurant de rue servant des doubles à Trinité-et-Tobago.

Il a été supposé que les doubles étaient inspirés d'un plat du nord de l'Inde appelé chole bhature (ou parfois channa bhatura). Le chole bhature est fabriqué en combinant du channa masala et du bhature (poordi), qui est un pain frit à base de farine dite maida, une farine courante dans la boulangerie indienne.
Mamoodeen avait l'habitude de vendre du curry channa sur un bara (pain plat frit) avec divers chutneys. Lorsque ses clients ont commencé à demander de doubler le bara dans leurs commandes, le nom de doubles a été inventé.

## Préparation

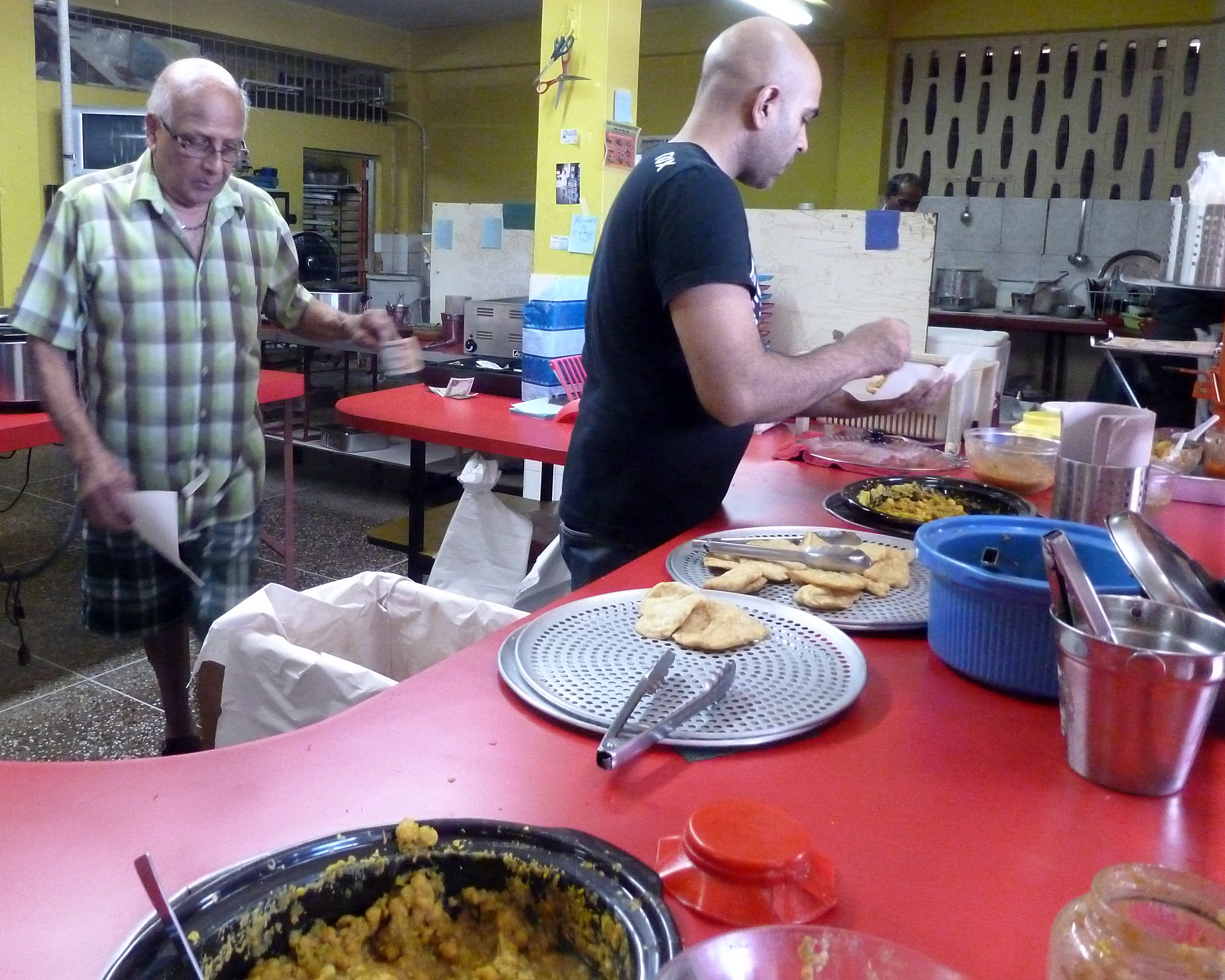
Préparation des doubles dans un restaurant trinidadien.

Les doubles peuvent être servis épicés, sucrés ou salés. Les condiments comprennent la sauce pimentée, la kuchela ou la mangue verte, le culantro, le concombre, la noix de coco et les chutneys de tamarin.

## Importance culturelle
Les doubles sont considérés comme un plat emblématique de la cuisine trinidadienne, qui réussit intrinsèquement à représenter l'identité du pays. Ils constituent un aliment réconfortant pour plusieurs Trinidadiens de la diaspora dans les grandes villes du monde.